# Baranamtarra
Baranamtarra war Ehefrau von Lugalanda, eines frühdynastischen Königs von Lagaš. Sie war Tochter eines Großgrundbesitzers und ist durch den Fund eines Rollsiegels als historische Person bestätigt. Da einige Texte von ihrem überaus reichen Begräbnis berichten, das bereits von Uruinimgina ausgerichtet wurde, wird angenommen, dass ihr vor allem eine zentrale Position im Kultwesen des Staates Lagaš zukam.
Nach Baranamtarra wurde einer der Venuskrater benannt.